# Cutandia stenostachya
Cutandia stenostachya är en gräsart som först beskrevs av Pierre Edmond Boissier, och fick sitt nu gällande namn av Clive Anthony Stace. Cutandia stenostachya ingår i släktet Cutandia, och familjen gräs. Inga underarter finns listade i Catalogue of Life.